# Naro Moru
Naro Moru – miasto w Kenii, w hrabstwie Nyeri. 
Według danych ze spisu powszechnego w 2019 roku liczyło 8097 mieszkańców – 3917 mężczyzn i 4180 kobiet.